# Crvena prašina
Crvena prašina é um filme de drama croata de 1999 dirigido e escrito por Zrinko Ogresta. Foi selecionado como representante da Croácia à edição do Oscar 2000, organizada pela Academia de Artes e Ciências Cinematográficas.

## Elenco
- Ivo Gregurević.....Kirby
- Kristijan Ugrina.....Škrga
- Josip Kučan.....Crni
- Marko Matanović.....Zrik
- Slaven Knezović.....Boss